# Thomas Wandschneider
Thomas Wandschneider (* 7. November 1963 in Buxtehude) ist ein deutscher Badmintonspieler des VfL Grasdorf. Er startet im Parabadminton in der Startklasse WH1 im Einzel, Doppel und im Mixed. Wandschneider ist einer der erfolgreichsten Spieler im Parabadminton der letzten 20 Jahre.

## Leben und Wirken
Nach einem Autounfall im Mai 2000 erhielt Wandschneider die Diagnose Querschnittlähmung. Wandschneider kam über einen Bekannten aus der Klinik zum Parabadminton und nahm bereits 2001 im spanischen Córdoba an seiner ersten Badminton-Weltmeisterschaft für Behinderte teil. Er ist selbstständig und vermietet eigene Ferienhäuser an der Costa Blanca.
Seine erste Medaille bei einer Badminton-Weltmeisterschaft für Behinderte gewann Wandschneider 2003 in Cardiff, eine Bronzemedaille im Mixed. Es folgten mehr als 25 Medaillen bei Welt- und Europaschaften im Einzel und Doppel, und gelegentlich im Mixed. Herausragend waren 2005 zwei Goldmedaillen bei der Weltmeisterschaft im taiwanesischen Hsinchu. Auch wegen der zunehmenden Leistungsstärke der asiatischen Athleten konnte Wandschneider einen solchen Erfolg nicht wiederholen. Bis 2013 kam er stets im Einzel und im Doppel in die Medaillenränge. Nach Gold im Doppel und Bronze im Einzel 2013 in Dortmund erreichte er 2015 in Stoke Mandeville Silber im Einzel und 2017 im südkoreanischen Ulsan Bronze im Einzel.
Bei den Badminton-Europameisterschaften für Behinderte dominiert Wandschneider das Geschehen seit 2006. Er konnte seither bei jeder Europameisterschaft mindestens zwei Medaillen erringen, meist zwei Goldmedaillen im Einzel und im Doppel. Herausragend war sein Abschneiden bei der Europameisterschaft 2012 in Dortmund, als er im Einzel, im Doppel und im Mixed Gold gewann.
Wandschneider wollte seine Sportlaufbahn schon vor mehreren Jahren beenden. Die Nachricht, dass Parabadminton bei den Sommer-Paralympics 2020 in Tokio erstmals im paralympischen Programm sein wird, veranlasste ihn zur Fortsetzung der Karriere mit dem neuen Ziel der Teilnahme an den Paralympics. Dort belegte er den 7. Platz.
Bei den Paralympischen Spielen in Paris 2024 gewann er die Bronzemedaille. Am 4. November 2024 wurde er dafür vom Bundespräsidenten Frank-Walter Steinmeier mit dem Silbernen Lorbeerblatt ausgezeichnet.
Wandschneider lebt in Lindhorst und hat vier Kinder.

## Auszeichnungen
2019: Niedersächsische Sportmedaille
2024: Silbernes Lorbeerblatt